# Mexičané
Mexičané (španělsky: mexicanos) jsou národ žijící především v Mexiku. Jejich jazykem je hlavně španělština. Mexiko je multietnická země, proto mají Mexičané kořeny v mnoha koutech světa.
Mexičané se jmenují podle indiánského kmene Mešiků, kteří žili v údolí Mexika.

## Etnické skupiny v Mexiku
Mexičané mají kořeny v mnoha koutech světa.

### Mexičtí mesticové
Mesticové (míšenci Španělů, případně jiných bělochů, a indiánů) tvoří v Mexiku většinu (cca 60 %). V Mexiku má slovo mestic několik významů, většina Mexičanů se považuje za mestice z kulturních důvodů.

### Další etnické skupiny
- Evropští Mexičané, tvoří 9-20 % obyvatel Mexika, nejčastěji jsou původem z Itálie, Německa, Španělska a Francie.
- Indiánští (původní) Mexičané, Mexiko uznává 62 indiánských jazyků. Nejvíce indiánů žije v jižní části Mexika. Nejpočetnější indiánský kmen v Mexiku jsou Mayové.
- Arabští Mexičané, většina z nich má původ v Libanonu, Sýrii, Palestině a Iráku. Většina z nich již nemluví arabsky a nevyznává islám.
- Afričtí Mexičané, Mexičané afrického původu. V Mexiku též žije mnoho míšenců (mulatů).
- Asijští Mexičané, nejčastěji původem z východní Asie.